# Frödingsplan
Frödingsplan är ett torg i stadsdelen Karlberg. Torget har fått sitt namn efter Gustaf Fröding.
I anslutning till Frödingsplan ligger Coop och Sibylla.